# Ensenyament del català a Tarragona durant el franquisme
Durant el franquisme, malgrat estar prohibit, l'ensenyament del català es va mantenir a la ciutat de Tarragona.
El 1967 -o amb anterioritat- el Club de Joves de Tarragona organitzà un curs de català a càrrec de Gabriel Bas, que seguí el manual Signe de Jordi Jané.
El mateix 1967, un grup d'intel·lectuals del món cultural -Josep Anton Baixeras, Josep M. Recasens, Artur Bladé, etc.- va demanar oficialment a la Diputació Provincial l'autorització de l'ensenyament de la llengua catalana.
L'abril de 1968 la Diputació va crear unes unitats didàctiques per a l'ensenyament del català.
Però no és fins al novembre que es realitza el primer curs de llengua i literatura a càrrec de Miquel Menéndez Cuspinera, filòleg, traductor i escriptor, i Ricard Jordana, lector d'espanyol i català a la Universitat de Gal·les i catedràtic d'anglès a l'Institut Martí i Franquès, lloc on es van impartir les classes. Més tard s'hi van afegir Maria Dolors Cabré i Artur Bladé. El nombre d'inscrits en aquesta primera edició superà el centenar de persones. S'utilitzava com a llibre de text la coneguda gramàtica Signe. El dia 28 va tenir lloc la inauguració del curs a la seu de la Diputació, que va consistir en una conferència de Josep M. Llompart amb el títol "El català a les Illes". El curs acabà el 30 d'abril.
Tingué continuïtat el 1969/70.
El curs 1970/71 no va començar fins al 8 de gener del 1971 ja que, a causa de l'enderrocament del vell edifici de l'Institut, va costar de trobar una ubicació per fer les classes, que s'acabaren impartint a la Casa de Cultura -actual Biblioteca Pública. El curs s'acabà el 27 d'abril. L'assistència fou d'uns 25 alumnes.
El 20 de març de 1975, l'Ajuntament, a proposta de la Comissió de Cultura, aprovà promoure l'ensenyament de la llengua catalana a les escoles de la ciutat a càrrec del pressupost municipal.